# تلال الامارات
امارات هیلز (به عربی: تلال الإمارات)(به انگلیسی: Emirates Hills) یک منطقهٔ مسکونی در امارات متحده عربی است که در شیخ‌نشین دبی واقع شده‌است.